# شورای ملل
شورای ملل مجلس اعلای شورای عالی اتحاد جماهیر شوروی سوسیالیستی بود که مطابق با اصول دموکراسی شوروی و براساس انتخابات مستقیم، حق رأی عمومی و برابر انتخاب شد. در انتخابات هر حوزه انتخابیه، تنها یک نامزد منفرد و منتخب توسط حزب کمونیست اتحاد جماهیر شوروی مجاز به شرکت انتخابات بود؛ این وضعیت تا زمان دموکراتیزه شدن در اواخر دهه ۱۹۸۰ مداومت داشت. شورای ملل در مدت زمان کوتاهی برابر با اکتبر تا دسامبر ۱۹۹۱ جایش را به شورای جماهیر داد. این شورا برخلاف شورای اتحادیه متشکل از ملل اتحاد جماهیر شوروی بود و به جای نمایندگی قومیتی، از تقسیم اداری پیروی می‌کرد.

## پیشینه
قبل از تأسیس شورای عالی در ۱۹۳۸ توسط قانون اساسی ۱۹۳۶ شوروی، شورای ملل یکی از نهادهایی بود که همراه با شورای اتحادیه، کمیته اجرایی مرکزی اتحاد جماهیر شوروی را تشکیل می‌داد. شورای ملل توسط قانون اساسی ۱۹۲۴ برای نمایندگی واحدهای ملی و سرزمینی اتحاد جماهیر شوروی در ۱۹۲۴ تأسیس شد؛ این شورا شامل ۵ نماینده از جمهوری‌های سطح اتحادیه، جماهیر و استان‌های خودمختار بود.

## تاریخچه
شورای ملل بر اساس نمایندگی مساوی و عضویت تمام جمهوری‌های اتحاد جماهیر شوروی (سی و دو نماینده از هر جمهوری به استثنای سایر واحدهای خودمختار که در جمهوری مربوطه اعضای جدا می‌فرستادند)، جمهوری‌های خودمختار (یازده نماینده از هر جمهوری)، استان‌های خودمختار (پنج نماینده از هر استان) و بخش‌های ملی (یک نماینده از هر بخش) تشکیل شد. در نتیجه این سیاست، بزرگ‌ترین جمهوری که جمهوری سوسیالیستی فدراتیو روسیه شوروی بود با ۱۴۷ میلیون جمعیت و کوچک‌ترین جمهوری، جمهوری سوسیالیستی استونی شوروی با حدود ۱٫۵ میلیون نفر هر کدام ۳۲ نماینده داشتند. روس‌ها به عنوان یک گروه قومی بیش از نیمی از جمعیت اتحاد جماهیر شوروی را تشکیل می‌دادند، اما شورای ملل نماینده گروه‌های قومی نبود، بلکه نماینده ملیت‌های مختلف بود که توسط جماهیر و واحدهای خودمختار مختلف اتحاد جماهیر شوروی تبیین می‌شد. این نظام انتخاباتی به‌طور جدی نمایندگی گروه‌های قومی بزرگ‌تر را به نفع گروه‌های قومی کوچک‌تر اتحاد جماهیر شوروی کاهش داد، به‌طوری که روس‌ها کمترین نمایندگی را داشتند.
شورای ملل در زمینه ابتکار قانون‌گذاری و حل سایر مسائل مربوط به صلاحیت اتحاد جماهیر شوروی از حقوقی مشابه شورای اتحادیه برخوردار بود. عملاً اجرای این مجلس تا ۱۹۸۹ توسط رهبری عالی حزب کمونیست اتحاد جماهیر شوروی تأیید تصمیماتی می‌شد و خارج از آن فعالیتی نداشت. پس از انتخابات ۱۹۸۹ — اولین و تنها انتخابات آزاد که تا به حال در اتحاد جماهیر شوروی برگزار شد — شورای ملل نقش بسیار مبسوطی پیدا کرد و صحنه بحث‌های پر جنب و جوش بسیاری بود.
شورای ملل متشکل از یک رئیس — جلسات مجلس توسط رئیس رهبری می‌شد — با چهار معاونش و کمیسیون‌های دائمی بود؛ کمیسیون دستورالعمل، کمیسیون مفروضات قانونی، کمیسیون برنامه‌ریزی بودجه، کمیسیون امور خارجه، کمیسیون امور جوانان، کمیسیون صنعت، کمیسیون ترابری و ارتباطات، کمیسیون ساخت و ساز و صنعت مصالح ساختمانی، کمیسیون کشاورزی، کمیسیون کالاهای مصرفی، کمیسیون آموزش عمومی، کمیسیون علم و فرهنگ، کمیسیون تجارت، کمیسیون خدمات مصرف‌کننده و اقتصاد شهرداری و کمیسیون محیط زیست.
پرزیدیوم شورای ملل در پایان سال ۱۹۳۷ تمام فعالیت‌های قابل توجه خود را متوقف کرد، اما به عنوان تنها نهاد سیاسی مرکزی که رسماً به مسئله ملیت‌ها اختصاص داشت ابقا گشت.
شورای ملل در ۱۹۸۹ به ۲۷۱ نماینده که توسط کنگره نمایندگان خلق انتخاب می‌شدند تقلیل یافت. نمایندگان آن نیز به نمایندگی از حوزه‌های انتخاباتی ملی و سرزمینی و سازمان‌های عمومی انتخاب شدند.

## شورای جماهیر
شورای جماهیر — مجلس اعلای شورای عالی اتحاد جماهیر شوروی — بر اساس قانون اتحاد جماهیر شوروی مورخ ۵ سپتامبر ۱۹۹۱، «در مورد سازمان‌های قدرت دولتی و اداری اتحاد جماهیر شوروی در دوره گذار» ایجاد شد؛ با این حال توسط قانون اساسی اتحاد جماهیر شوروی تصریح نمی‌شود. نخستین جلسه مجلس جدید در ۲۱ اکتبر برگزار و انوربیگ علیمجانف، نماینده قزاقستان به عنوان رئیس مجلس انتخاب شد.
شورای جماهیر متشکل از ۲۰ نماینده از هر جمهوری اتحادیه بود که خود برگرفته از میان نمایندگان خلق اتحاد جماهیر شوروی و جمهوری‌های اتحادیه بود و توسط عالی‌ترین سازمان‌های قدرت دولتی این جماهیر تفویض می‌شد. با در نظر گرفتن ساختار فدرال جمهوری سوسیالیستی فدراتیو روسیه شوروی، ۵۲ نماینده در شورای جماهیر داشت.
سایر جمهوری‌های اتحادیه که شامل جمهوری‌ها و تشکل‌های خودمختار بودند، یک نماینده از هر جمهوری و منطقه خودمختاری به شورای جماهیر تفویض کردند. به منظور اطمینان از برابری جمهوری‌ها هنگام رأی‌گیری در شورای جماهیر، هر جمهوری اتحادیه یک رأی داشت.
شورای جماهیر تصمیماتی را در مورد سازماندهی و تشریفات فعالیت سازمان‌های اتحادیه اتخاذ و نیز معاهدات بین‌المللی را تصویب یا رد می‌کرد.
در ۲۶ دسامبر ۱۹۹۱، شورای جماهیر قطعنامه‌ای را تصویب کرد که در آن اعلام نمود اتحاد جماهیر شوروی دیگر به عنوان یک کشور وجود ندارد و هم خود و هم اتحاد جماهیر شوروی را منحل گردانید. شورای اتحادیه عملاً دو هفته پیش از آن منحل شده بود، زمانی که روسیه به‌طور یک‌جانبه نمایندگان خود را فراخواند و آن را بدون اکثریت لازم رها کرد؛ بنابراین، این اعلامیه توسط شورای جماهیر آخرین گام قانونی در انحلال اتحاد جماهیر شوروی بود.

## یادداشت
1. ↑  روسی: Совет Национальностей، ت. «Sovet Nacionaljnostej»; ارمنی: Ազգությունների Խորհուրդ، ت. «Azguthyunneri Khorhurd»; ترکی آذربایجانی: Милләтләр Совети، ت. «Millətlər Soveti»; بلاروسی: Савет Нацыянальнасьцей، ت. «Saviet Nacyjanalnaściej»; استونیایی: Рахвустэ Ныукогу، ت. «Rahvuste Nõukogu»; گرجی: ეროვნების საბჭო; قزاقی: Ұлттар Кеңесі، ت. «Ūlttar Keñesı»; قرقیزی: Улуттар Кеңеши، ت. «Uluttar Kengeshi»; لتونیایی: Таутибу Падоме، ت. «Tautību Padome»; لیتوانیایی: Таутыбю Тарыба، ت. «Tautybių Taryba»; Moldovan: Советул Националитэцилор، ت. «Sovietul Naționalităților»; تاجیکی: Шӯрои Миллатҳо، ت. «Sho‘royi Millatho»; ترکمنی: Миллетлер Геңеши، ت. «Milletler Geňeşi»; اوکراینی: Рада Національностей، ت. «Rada Nacionaľnostej»; ازبکی: Миллатлар Кенгаши، ت. «Millatlar Kengashi»